# Тімоті Гарріс
Тімоті Сільвестр Гарріс  (англ. Timothy Sylvester Harris; нар. 6 грудня 1964, Табернакль, Сент-Кіттс, Сент-Кіттс і Невіс) — політичний діяч Сент-Кіттс і Невіс, четвертий міністр закордонних справ Сент-Кіттс і Невіс 10 серпня 2001 — 25 січня 2013 року, третій Прем'єр-міністр Сент-Кіттс і Невісу 18 лютого 2015 — 5 серпня 2022  .

## Біографія

### Молоді роки та освіта
Тімоті Сільвестр Гарріс народився 6 грудня 1964 року і виріс в селі поблизу Табернакль на острові Сент-Кіттс..
Гарріс навчався у Кайонській вищій школі та Бастерській середній школі. В 1988 році він закінчив відділення Університету Вест-Індії у Кейв-Гіллі на Барбадосі зі ступенем бакалавра наук з бухгалтерського обліку, отримавши за час навчання премію Віктора Крука. Після цього, протягом двох років працював на управлінських посадах у компанії «S. L. Horsfords and Co Ltd. ». В 1990 — 1992 роках Гарріс навчався у відділенні Університету Вест-Індії в Сан-Августині (Тринідад і Тобаго), закінчивши його зі ступенем магістра з бухгалтерського обліку. В 2001 році він отримав ступінь доктора філософії з бухгалтерського обліку Університету Конкордія у Монреалі (Канада).

### Політична кар'єра
В 1993 році Гарріс взяв участь у виборах і отримав місце у Національній асамблеї. З тих пір, на кожних парламентських виборах в 1995, 2000, 2004 та 2010 роках він незмінно входив до списку Лейбористської партії . Гарріс обіймав посади міністра сільського господарства, землі і будівництва, освіти, праці та соціального забезпечення, міжнародної торгівлі, промисловості і торгівлі . З 10 серпня 2001 року обіймав посаду міністра іноземних справ 25 січня 2013 року прем'єр-міністр Дензіл Дуглас звільнив Гарріса з усіх посад в уряді, пославшись на його протидію законодавчим ініціативам і підрив державної діяльності Після цього Гарріс вийшов з Лейбористської партії і заснував свою Народну лейбористську партію.
Напередодні парламентських виборів 2015 року, Народна лейбористська партія разом з Рухом стурбованих громадян та Рухом народної дії створили єдиний союз під назвою «Команда єдності», очолив який Гарріс.
Альянс переміг на виборах, отримавши в цілому 11 місць з 15-ти, хоча Народній лейбористській партії дісталося тільки одне, яке і обійняв Гарріс. Прем'єр-міністр Дуглас визнав свою поразку, і таким чином в Сент-Кіттс і Невіс закінчилося 20-річне перебування лейбористів при владі.
18 лютого на церемонії у Будинку уряду, генерал-губернатор Сент-Кіттс і Невісу Едмунд Лоуренс і суддя Марлен Картер привели Тімоті Гарріса до присяги прем'єр-міністра Сент-Кіттс і Невісу.